# Tomentella retiruga
Tomentella retiruga är en svampart som beskrevs av E.C. Martini & Hentic 2003. Tomentella retiruga ingår i släktet Tomentella och familjen Thelephoraceae.   Inga underarter finns listade i Catalogue of Life.